# Мишко Божиновски
Мишко Божиновски (на македонска литературна норма: Мишко Божиновски) е югославски партизанин, икономист и историк.

## Биография
Роден е в 1923 година в град Битоля, тогава в Кралството на сърби, хървати и словенци. Основно и средно образование завършва в родния си град. В 1940 година става член на Комунистическата партия на Югославия (КПЮ). Участва в Илинденската демонстрация през 1941 година и през септември същата година става партизанин. Член е на местния комитет на Съюза на комунистическата младеж на Югославия, а по-късно на местния комитет на КПЮ. В 1943 година е заловен от българските власти и осъден на 10 години строг затвор. В битолския затвор заедно с други затворници издава нелегалното ръкописно списание „Наш път“. Божиновски успява да избяга от затвора и влиза в Битоля с партизаните на 4 ноември 1944 година.
В Комунистическа Югославия Божиновски е председател на Местния синдикален съвет, организационен секретар на местния комитет, а по-късно и секретар на Съюза на синдикатите на Македония, депутат в Събранието на Народна република Македония. От декември 1952 година до октомври 1954 година е председател на Градския народен комитет на Битоля. Политически секретар е на Централния комитет на Съюза на комунистите на Македония.
Божиновски става председател на Сдужението на банките на Република Македония и е избран за генерален директор на Комерсиално-инвестиционната банка. В 1966 година е изпратен от югославското правителство да учи в СССР, за да изучава обществения строй в страната. Учи банкерство и в САЩ, Канада, Мексико и съседните балкански страни. Преподава „Стопанска система и икономика на стопанските организации“. Божиновски е сред основателите на проекта и план за Международната корпорация на инвестиции в Югославия в 1969 година, а на следната 1970 година на Македонско-френския координационен комитет за стопанско сътрудничество.
Пенсионира се в 1987 година.
Божиновски е автор на над 100 труда от областта на икономиката, финансите, банкерството и следвоенната история на страната.
Носител е на Партизански възпоменателен медал 1941 година.